# Neil Aggett
Neil Aggett (né le 6 octobre 1953 - mort le 5 février 1982) est un médecin et syndicaliste sud-africain blanc.

## Biographie
Aggett naît à Nanyuki, au Kenya. Sa famille déménage en Afrique du Sud en 1964. Il y fréquente le Kingswood College (en) de Grahamstown de 1964 à 1970, puis il entre à l'Université du Cap, où il complète ses études de médecine en 1976
Aggett travaille comme médecin dans des hôpitaux pour noirs à Umtata, Tembisa et, plus tard, à Baragwanath (Soweto). À cette époque, il apprend à parler un zoulou de base.
Aggett est détenu, avec sa collègue Elizabeth Floyd, par les forces policières à partir du 27 novembre 1981. Il meurt le 5 février 1982, après 70 jours de détention sans procès. Il devient ainsi le premier blanc à mourir en détention depuis 1963.
D'après les forces de l'ordre, Aggett s'est suicidé par pendaison. Cette version est remise en doute. Cinq ans plus tard, le codétenu Frank Chikane témoigne qu'il a vu Aggett revenir à sa cellule avec plusieurs blessures, laissant croire qu'il avait été torturé.
Environ 15 000 personnes participent à ses funérailles le 13 février 1982, célébrées par l'archevêque Desmond Tutu.

## Héritage
Johnny Clegg rend hommage à Aggett dans l'une de ses chansons, Asimbonanga (Mandela), tirée de son album Third World Child (1987). George Bizos en parle également dans No One to Blame?.